# Campo de Yeltes
El Campo de Yeltes és una comarca de la província de Salamanca (Castella i Lleó). Els seus límits no es corresponen amb una divisió administrativa, sinó amb una denominació històric-tradicional i geogràfica. Comprèn 15 municipis: Abusejo, Alba de Yeltes, Aldehuela, Boada, Cabrillas, Castraz, Dios le Guarde, La Fuente de San Esteban, Martín de Yeltes, Morasverdes, Puebla de Yeltes, Retortillo, Sancti-Spíritus, Sepulcro-Hilario i Tenebrón.